# قطعنامه ۷۴۶ شورای امنیت
قطعنامه ۷۴۶ شورای امنیت سازمان ملل متحد که در تاریخ ۱۷ مارس ۱۹۹۲ تصویب شد، سندی بین‌المللی دربارهٔ سومالی است. این قطعنامه طی نشست ۳۰۶۰ام با ۱۵ رای موافق، ۰ مخالف و ۰ ممتنع تصویب شد.